# Kemej
Kemej Magyarország egyik régi, megszűnt területi egysége volt a kora középkorban, a Tiszántúlon; a polgári közigazgatás rendjében feltételezések szerint vármegyei, egyházi méltóságként főesperességi jogállással rendelkezhetett, bár az előbbi tényét több történész vitatja. Területe nagyjából a mai Jász-Nagykun-Szolnok vármegye keleti és Hajdú-Bihar vármegye délnyugati részére terjedhetett ki, de egy része egy időben Heves vármegyéhez is tartozhatott. A szomszédos vármegyék Heves, Szabolcs, Bihar, Békés, Csongrád és Külső-Szolnok vármegyék lehettek. Ezen a néven a 15. században szűnhetett meg, de érdekes módon 1876-ban egy ízben ismét felmerült javaslatként a terület régi nevének visszaállítása.

## Kiterjedése
Kemej a Tisza bal partján terült el, magában foglalva hozzávetőlegesen a Tiszafüred, Nagyiván, Szerep, Karcag, Kétpó és Törökszentmiklós települések által határolt területet; nyugat felől a Tisza a természetes határa volt. Korábban vita tárgyát képezte kutatói körökben, hogy Kemej területe átterjedt-e a folyó jobb partjára és a Jászságra, vagy sem. A vármegye egykori létezését történeti földrajzi adatokkal igazolni igyekvő kutatók közül Botka Tivadar ezen az állásponton volt, Balássy Ferenc viszont kétségbe vonta, hogy jobb parti területek is tartozhattak a vármegyéhez.
Egyházjogilag Kemej főesperességhez tartoztak, a pápai tized befizetését rögzítő feljegyzések szerint: Abád, Bala vagy Tisza-Bala, Beõ vagy Tisza Beõ, Derzs, Fegyvernek, Gyanda, Roff, Zayla vagy Szajol, Sent-Imre, Szőllős, és Tomaj egyházközségek, illetve utóbbi település apátsága. További, önálló egyházközségnek nem, csak fiókegyháznak minősülő települések voltak még: Bala-Sz.-Miklós, Bánhalma, Bura, Csejt vagy Csuth (elpusztult település), Domaháza, Füred, Hegyesbor, Igar, Kenderes, Kunhegyes, Nagy-Iván, Szakállos, Szent-György predium, Szent-Tamás puszta, Tisza-Püspöki, Tisza-Szalod vagy Tisza-Szalók, Taxon (Taskony puszta) és Túr-Pásztó.

## Története
Anonymus leírása szerint Kemej már a 10. században létezett: Taksony fejedelem ugyanis a Tomaj nemzetség őse, Urkund számára adományozott területet „a Kemej részeken”, Abádszalók és Tomajmonostora térségében (utóbbi település neve azóta is a Tomaj nemzetség emlékét őrzi). A Váradi regestrum 96. pontjában Quemei provincia formában említik.
Hajdani létezését igazolja az 1100 körül, Kálmán király korában keletkezhetett Gesta Ladislai regis címen ismert krónika is, amely többek között a Salamon király és Géza herceg csapatai közti kemeji ütközetről is beszámol.
Különös, hogy azonos néven település létét ezidáig nem lehetett kimutatni, de mégis valószínűsíti a létezését az, hogy ismeretes olyan okirat, amelyet Kalandás András szolnoki alispán 1377-ben „in Keme” keltezett.

## A kemeji ütközet
Salamon és Géza 1073-ban kibékültek Esztergomban, s hogy a "béke" tartós legyen, még túszokat is cseréltek: Salamon Vid és Ernyei ispánokat adta át Gézának (az előbbi az a német, Gut nemzetségből származó nemes volt, aki Salamont a hercegek ellen uszította), míg Géza a váradi püspököt és Vathát adta át. Géza azonban őrizet alatt tartotta Videt, így Salamon is a püspök őrizetét rendelte el, amitől ismét elmérgesedett kettejük viszonya. Ezt a helyzetet a püspökök közbenjárására sikerült feloldani, oly módon, hogy a felekkel egy, Szent Márton napjától (1073. november 11-től) Szent György napjáig (1074. április 24-ig) szóló fegyverszünetet köttettek, illetve rávették őket a túszok elengedésére és visszaküldésére.
Ilyen előzmények után Géza vadászatra indult és ezt kihasználva Vid unszolására Salamon megindult Géza felé, aki időben értesülvén a közeledtükről összeszedte a tiszántúli (a szatmári, szabolcsi, borsovai és talán a szolnoki) zászlóaljakat és elindult Lászlóhoz és a morva csapatokhoz. Egyek és Karcag között a Tiszántúlon, az akkor Kemej néven nevezett területen, Salamon csapata utolérte Gézát és csatára kényszerítette. Gézát rögtön cserbenhagyta több ispán, az utóbb árulónak bizonyuló Petrud, Bikás és Zounuk, akik három zászlóaljat vezettek. Bár Salamon seregének egy része az árulók után vonult, mert a megbeszélt jeladást (fölemelt pajzsok) Salamon elfelejtette a seregével közölni, de Gézának és megmaradt csapatának így is túlerővel kellett szembenéznie.
Géza Péter nevű lovagja párbajra hívta ki az ellenséget, mire az Opos nevezetű vitéz szíven szúrta a párbaj során. Ekkor egyéni párbajok sokasága alakult ki, s ebben az ütközetben Géza vitézeinek zöme odaveszett. Végül Géza egy maroknyi csapattal az oldalán valahol Tokaj alatt (Cothoydnál, ami feltevések szerint Tokajjal lehet azonos) a befagyott Tiszán át tudott jutni és Vácon tudott csatlakozni Lászlóhoz. Salamon Pest felé vette az irányt.
A kemeji ütközet bizonyos szempontból csak előjátéka volt a Salamon és a Béla-fiak közti végső összecsapásnak, amelyre bő két héttel később, 1074. március 14-én a mai Pest vármegye területén fekvő Mogyoród mellett került sor. A mogyoródi csata néven ismertté vált összecsapás, melyben a király már Géza és László egyesített csapataival ütközött meg, Salamon totális vereségével zárult.

### Feldolgozásai
A kemeji ütközet eseményei megjelennek a Gesta Ladislai regis című 12. századi, László király hősiességét bemutató gesztában, habár annak történetvezetésében a mogyoródi csata kapta a központi szerepet.
A Salamon és a Béla-fiak trónharcaival foglalkozó, modern kori feldolgozások közül kiemelést érdemel a 2001-ben bemutatott Sacra Corona című játékfilm, amely ugyancsak elsősorban László király szemszögéből jeleníti meg az 1070-es évek magyarországi történéseit. A filmben a mogyoródi csata lényegében egyértelműen beazonosítható; a kemeji ütközet ahhoz képest kissé elnagyoltabban, s a történelmi események szabadabb értelmezésével jelenik meg a mozivásznon (a film 54-55. percében). A filmben az ispánok közül Vid ezen a néven, míg a három másik áruló ispán Peterd, Bikács és Szolnok néven szerepel; utóbbit a filmben Vid még az ütközet előtt megöli.